# 584 Семіраміда
584 Семіраміда (584 Semiramis) — астероїд головного поясу, відкритий 15 січня 1906 року Августом Копфом у Гейдельберзі.